# Eraclio I di Cachezia
Eraclio I di Cachezia, in georgiano ერეკლე I?, noto anche come Eracle I o Ercole I, in persiano ارگلی خان‎, Iriglī Khān o in persiano نظر علی خان‎, Naẓar ʿAlī Khān; in georgiano ნაზარალი-ხანი?, Nazarali-Khani) (Tbilisi, 1642 – Isfahan, 1709), è stato re di Cachezia (1675–1676, 1703–1709) e re di Cartalia (1688–1703) sotto la protezione della dinastia safavide dell'Iran.

## Biografia

### I primi anni
Figlio del Principe Davide di Cachezia (1612-1648), a sua volta figlio di re Teimuraz I, e di sua moglie la principessa Elena Diasamidze (m. 1695), venne catturato e portato in Russia quando il pro-persiano re Rostom di Cartalia sconfisse Teimuraz nel 1648, e venne pertanto educato alla corte dei Romanov a Mosca dove divenne noto col nome di zarevic Nicholas Davidovich (in russo: Царевич Николай Давыдович). Nel 1662, tornò per assumere l'ormai vacante corona di Cachezia su invito della nobiltà locale, ma venne sconfitto dal rivale principe Archil che godeva del supporto persiano.
Nicholas dovette fare ritorno in Russia dove divenne uno degli uomini di fiducia dello zar Alexis Mikhailovich al punto da esserne testimone al matrimonio con Natalia Naryshkina nel 1671, godendo di grande favore anche a corte. 
Da alcuni venne ritenuto il padre naturale di Pietro il Grande. Lo scrittore Aleksey Nikolayevich Tolstoy ricercando nella biografia di Pietro il Grande, informò Joseph Stalin di aver trovato alcuni documenti che suggerivano che il padre di Pietro fosse un re georgiano. L'idea di Tolstoy era quella di ingraziarsi Stalin ma per tutta risposta egli gli proibì di parlare nuovamente dell'argomento.

## Carriera reale

### In Cachezia
Nel 1675, Archil si scontrò col governo dello scià, abbandonando la Cachezia e sconfiggendo gli ottomani. Il principe Nicholas colse l'occasione dei tumulti scoppiati, ritornando per una seconda volta nel suo paese ed autoproclamandosi re di Cachezia col nome di Eraclio I. Nel 1674, lo scià Solimano I gli chiese di porre fine al suo esilio forzato in Russia e gli ordinò di recarsi ad Isfahan promettendogli la riconferma a re se Eraclio avesse giurato fedeltà all'Islam. Il re rifiutò di proclamarsi musulmano e sottoposto dello scià, citanto il giuramento di alleanza concesso dal suo antenato, Alessandro II di Cachezia (r. 1574–1605), a Feodor I di Russia. Ancora una volta, egli venne privato della sua corona, venendogli comunque permesso di risiedere ad Isfahan. La Cachezia passò quindi sotto il diretto controllo safavide.

### In Cartalia
Nel 1688, quando il governo dell'Iran dichiarò deposto il recalcitrante Giorgio XI di Cartalia, Eraclio su pressione dello scià ascese a quel trono. Questa volta si convertì all'Islam assumendo il titolo di Nazar Alī Khān nel 1676. Come ricompensa, Eraclio venne confermato re di Cartalia. Per rafforzare l'autorità di Eraclio, lo scià nominò 'Abbās-qolī Khan, ex beglarbeg di Ganja, come viceré persiano di Cachezia (residente a Qara-Agach). Il khan non riuscì ad ogni modo a impedire a Giorgio XI di tornare nel 1691 bloccando Eraclio (Nazar Alī Khān) a Tiflis, la sua capitale. Non fu sino al 1696 che Giorgio ammise la sconfitta e si portò ad Isfahan per offrire la sua sottomissione al nuovo scià, Husayn.
Nel contempo, lo scià iniziò a sentirsi sempre più insoddisfatto dell'amministrazione di Nazar Alī Khān. Avendo trascorso la maggior parte della sua vita in Russia ed in Iran, la sua mancanza di conoscenza delle tradizioni nazionali georgiane lo aveva estraniato dai suoi stessi sudditi. Regnante in perenne instabilità, dedito all'alcolismo, per quanto capace di coraggio, filantropia e spirito riformatore, non riuscì mai ad avere un controllo stabile dei suoi possedimenti, né si rese popolare in Cachezia. Nel frattempo, Giorgio XI riuscì ad ottenere il favore dello scià Hosayn e venne riconfermato come re di Cartalia nel 1703, mentre Nazar Alī Khān venne rimosso dal trono e richiamato a Isfahan dove venne investito da Hosayn del regno di Cachezia e nominato comandante della guardia personale dello scià. Non fu mai più in grado di fare ritorno nel suo regno e morì nella capitale persiana nel 1709, venendo succeduto al rono da suo figlio, Davide II (Imām Qulī Khān), che già aveva retto la Cachezia durante l'assenza di Nazar Ali Khan ad Isfahan.

## Famiglia

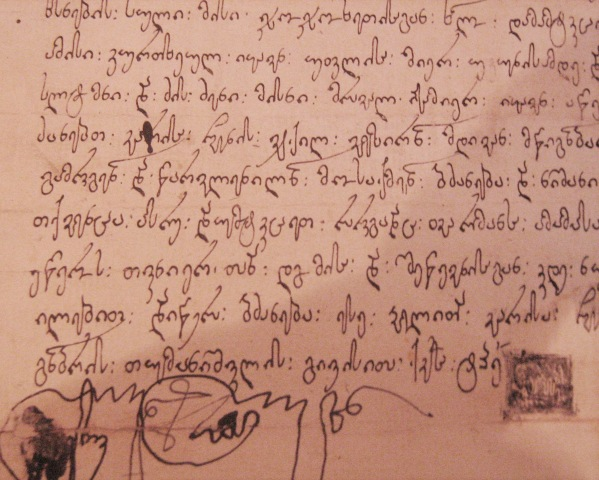
Firma di Eraclio I di Cachezia.

Eraclio I sposò nel 1677, Ana, figlia del principe Shermazan Cholokashvili (m. prima dell'aprile del 1716). La coppia ebbe due figlie e due figlie:
- Davide II (Imām Qulī Khān) (1678 – 2 novembre 1722), re di Cachezia (1703/1709–1722).
- Principessa Elena (Banjanum) (1687 – 27 aprile 1750), che nel 1715 sposò re Jesse di Cartalia.
- Teimuraz II (c. 1690 – 8 gennaio 1762), re di Cachezia (1729–1736, 1738–1744) e di Cartalia (1744–1762).
- Principessa Ketevan (m. 1718), sposò il principe Abel Andronikashvili.
- Principessa Mariam (c. 1698 – 1732), sposò nel 1714 il principe Edisher Cholokashvili divenendo monaca nella vedovanza, col nome di Makrine. Fu innista e copiatrice di testi religiosi.

Eraclio I ebbe ance diversi figli naturali da altrettante concubine, di cui i più noti sono:
- Costantino II (Mahmād Qulī Khān) (m. 28 dicembre 1732), re di Cachezia (1722–1732).
- Ketevan-Begum (m. 1752), sposò nel 1742 circa il principe Abdullah Beg di Cartalia.

Poco si sa degli altri figli di Eraclio I:
- Ismail
- Rostom (1685–1703)
- Vakhtang (m. 1695)
- Demetre (1688–1700)
- Gorgasal (m. 1697)
- George
- Reza Quli Mirza
- Mustafa Mirza